# Objects in the Rear View Mirror May Appear Closer Than They Are
Objects in the Rear View Mirror May Appear Closer Than They Are (englisch für „Objekte im Rückspiegel können näher erscheinen, als sie sind.“) ist eine Single des US-amerikanischen Rockmusikers Meat Loaf.

## Hintergrund
Inhaltlich ist das Lied dreigeteilt, das lyrische ich singt von drei prägenden Ereignissen in seinem Leben: der Verlust eines guten Freundes, sein gewalttätiger Vater und seine große verlorene Liebe. Die drei Teile sind dabei textlich in unterschiedlichen Jahreszeiten angesiedelt: Sommer, Winter und Frühling.
Geschrieben und produziert wurde das Lied von Jim Steinman und basiert auf dessen bereits vorher geschriebenen Lied Surf's up. Steinman nenn dieses Lied den schwierigsten Song, der er je geschrieben habe („The hardest song to write and get across was the song Objects In The Rearview Mirror May Appear Closer Than They Are.“) Obwohl der Inhalt vermeintlich autobiografische Züge Meat Loafs zeigt – insbesondere der Vater – ist der Text nur an Meat Loafs Leben angelehnt und er selber verneint, dass das Lied auf seinem eigenen Leben basiert. Das Lied erschien auf seinem sechsten Studioalbum Bat Out of Hell II: Back into Hell, das am 14. September 1993 veröffentlicht wurde. Der Titel bezieht sich auf die Warnung, die in manchen Ländern auf die Seitenspiegel von Autos geklebt wurden und den Fahrer davor warnen, die Abstände im Spiegel falsch einzuschätzen.
Der Song findet unter dem Titel Unstillbare Gier mit anderem Text Verwendung im Musical Tanz der Vampire von Jim Steinman und Michael Kunze.

## Musikvideo
Michael Bay zeichnete für die Regie des Musikvideos verantwortlich. Der aus Terminator 2 – Tag der Abrechnung bekannte Schauspieler Robert Patrick spielt im Video mit.

## Rezeption
Der Rolling Stone listet das Lied unter den 10 besten Songs von Meat Loaf. Das Q Magazin nannte das Lied eine hoffnungslose, fast Springsteen parodierende Ballade („hopeless, near-Springsteen parody ballad“).

## Charts und Chartplatzierungen
| ChartsChartplatzierungen       | Höchstplatzierung | Wochen |
| ------------------------------ | ----------------- | ------ |
| Deutschland (GfK)              | 90 (2 Wo.)        | 2      |
| Vereinigtes Königreich (OCC)   | 26 (4 Wo.)        | 4      |
| Vereinigte Staaten (Billboard) | 38 (11 Wo.)       | 11     |